# Fermín Vélez
Fermín Vélez (Barcelona, 3 de abril de 1959 - 31 de março de 2003) foi um automobilista espanhol.
Teve uma curta passagem pela IRL entre 1996 e 1997, atuando em seis provas. Morreu em 2003,quatro dias antes de completar 44 anos,após travar uma luta contra o câncer.

#### Indy Racing League
| Ano       | Equipe       | 1   | 2      | 3      | 4      | 5      | 6      | 7   | 8   | 9   | 10  | Pontos | Posição |
| --------- | ------------ | --- | ------ | ------ | ------ | ------ | ------ | --- | --- | --- | --- | ------ | ------- |
| 1996      | Team Scandia | WDW | PHX 19 | IND 21 |        |        |        |     |     |     |     | 60     | 22º     |
| 1996-1997 | Team Scandia | NHM | LVS    | WDW 9  | PHX 14 | IND 10 | TXS 25 | COL | CHA | NH2 | LV2 | 82     | 26º     |

### Resultados das 24 Horas de Le Mans[3]
| Ano  | Equipe                                        | Nº  | Co-Pilotos                       | Chassi                             | Pneus | Classe | Voltas | Posição | Posição Na Categoria |
| Ano  | Equipe                                        | Nº  | Co-Pilotos                       | Motor                              | Pneus | Classe | Voltas | Posição | Posição Na Categoria |
| ---- | --------------------------------------------- | --- | -------------------------------- | ---------------------------------- | ----- | ------ | ------ | ------- | -------------------- |
| 1986 | Danone Porsche España John Fitzpatrick Racing | 33  | Emilio de Villota George Fouché  | Porsche 956B                       | G     | C1     | 349    | 4º      | 4º                   |
| 1986 | Danone Porsche España John Fitzpatrick Racing | 33  | Emilio de Villota George Fouché  | Porsche Type-935 2.6L Turbo Flat-6 | G     | C1     | 349    | 4º      | 4º                   |
| 1987 | Spice Engineering                             | 111 | Gordon Spice Philippe de Henning | Spice SE86C                        | A     | C2     | 321    | 6º      | 1º                   |
| 1987 | Spice Engineering                             | 111 | Gordon Spice Philippe de Henning | Ford Cosworth DFL 3.3L V8          | A     | C2     | 321    | 6º      | 1º                   |
| 1989 | Chamberlain Engineering                       | 101 | Nick Adams Luigi Taverna         | Spice SE88C                        | G     | C2     | 244    | DNF     | DNF                  |
| 1989 | Chamberlain Engineering                       | 101 | Nick Adams Luigi Taverna         | Ford Cosworth DFL 3.3L V8          | G     | C2     | 244    | DNF     | DNF                  |
| 1990 | Spice Engineering                             | 21  | Tim Harvey Chris Hodgetts        | Spice SE90C                        | G     | C1     | 308    | 18º     | 18º                  |
| 1990 | Spice Engineering                             | 21  | Tim Harvey Chris Hodgetts        | Ford Cosworth DFZ 3.5L V8          | G     | C1     | 308    | 18º     | 18º                  |
| 1996 | Rocketsports Racing Inc.                      | 18  | Andy Evans Yvan Muller           | Ferrari 333 SP                     | P     | WSC    | 31     | DNF     | DNF                  |
| 1996 | Rocketsports Racing Inc.                      | 18  | Andy Evans Yvan Muller           | Ferrari F130E 4.0L V12             | P     | WSC    | 31     | DNF     | DNF                  |
| 1998 | Doyle-Risi Racing                             | 12  | Wayne Taylor Eric van de Poele   | Ferrari 333 SP                     | P     | WSC    | 332    | 12º     | 1º                   |
| 1998 | Doyle-Risi Racing                             | 12  | Wayne Taylor Eric van de Poele   | Ferrari F310E 4.0L V12             | P     | WSC    | 332    | 12º     | 1º                   |